# Lepidodexia pallipes
Lepidodexia pallipes är en tvåvingeart som först beskrevs av Guilherme A.M.Lopes och Tibana 1988.  Lepidodexia pallipes ingår i släktet Lepidodexia och familjen köttflugor.
Artens utbredningsområde är Costa Rica. Inga underarter finns listade i Catalogue of Life.